# Tunnel Szklarska Poręba
Der Tunnel Szklarska Poręba (polnisch Tunel Szklarski oder Tunel pod Zbójnickimi Skałami; deutsch Moltkefelstunnel oder Moltketunnel), ist ein Eisenbahntunnel der Bahnstrecke Jelenia Góra–Kořenov in Polen.
Der Tunnel liegt vor der Bahnstation Szklarska Poręba Dolna (Nieder-Schreiberhau) auf dem Gebiet der Stadt Piechowice (Petersdorf) in der Woiwodschaft Niederschlesien. Er führt durch die Felsformation Zbójnickie Skałki (Räuberfelsen) östlich der Skały Władysława (Moltkefels) im Isergebirge (Góry Izerskie).
Der eingleisige Moltkefelstunnel wurde in den Jahren 1897 bis 1902 gebaut. Da das Gestein brüchig war, musste er vollständig ausgemauert werden. Im Jahr 1923 wurde die Strecke elektrifiziert. – Mit einer Länge von 145 Metern verläuft der Tunnel in einem leichten Bogen. Seine Steigung beträgt in Südrichtung 1:50.